# Malpartida (Salamanca)
Malpartida ist ein westspanischer Ort und eine Gemeinde (municipio) mit nur noch 80 Einwohnern (Stand: 2024) im Osten der Provinz Salamanca in der Region Kastilien und León.

## Lage und Klima
Der ca. 900 m hoch gelegene Ort Malpartida liegt im Süden der altkastilischen Hochebene (meseta). Die Großstadt Salamanca ist ca. 42 km in nordwestlicher Richtung entfernt. Das Klima im Winter ist durchaus kühl; die geringen Niederschlagsmengen (ca. 525 mm/Jahr) fallen – mit Ausnahme der nahezu regenlosen Sommermonate – verteilt übers ganze Jahr.

## Bevölkerungsentwicklung
| Jahr      | 1970 | 1981 | 1991 | 2001 | 2011 | 2021 |
| Einwohner | 371  | 273  | 197  | 151  | 112  | 96   |

Der deutliche Bevölkerungsrückgang ist im Wesentlichen auf die Mechanisierung der Landwirtschaft und die Aufgabe bäuerlicher Kleinbetriebe zurückzuführen (Landflucht).

## Wirtschaft
Das wirtschaftliche Leben der Landgemeinde war jahrhundertelang in hohem Maße agrarisch geprägt – früher wurde im Umland Getreide zur Selbstversorgung ausgesät; Gemüse stammte aus den Hausgärten und auch Viehzucht wurde betrieben. Auch heute noch spielt die Landwirtschaft die dominierende Rolle im Wirtschaftsleben der Gemeinde.

## Sehenswürdigkeiten
- Christopheruskirche (Iglesia den San Cristóbal Martír)